# Swertia emeiensis
Swertia emeiensis är en gentianaväxtart som beskrevs av Yu Chuan Ma. Swertia emeiensis ingår i släktet Swertia och familjen gentianaväxter. Inga underarter finns listade i Catalogue of Life.